# 장화홍련전 (1956년 영화)
"장화홍련전"(薔花紅蓮傳)은 한국에서 제작된 정창화 감독의 1956년 영화이다. 이경희 등이 주연으로 출연하였고 김경준 등이 제작에 참여하였다.

## 출연

### 주연
- 이경희
- 서영란
- 추석양
- 석금성
- 서월영

## 기타
- 조명: 함완섭
- 녹음: 최칠복
- 미술: 임명선